# Lucky Peterson
Lucky Peterson, nascido Judge Kenneth Peterson (Buffalo, 13 de dezembro de 1964 - Dallas, 17 de maio de 2020) foi um músico americano que tocou blues contemporâneo, fusão de soul, R&B, gospel e rock and roll. Ele tocava violão e teclados. O jornalista musical Tony Russell, em seu livro The Blues - From Robert Johnson a Robert Cray, disse que "ele pode ser o único músico de blues que teve exposição na televisão nacional em calças curtas".

## Biografia
O pai de Peterson, o bluesman James Peterson, era dono de uma boate em Buffalo chamada The Governor's Inn. O clube era uma parada regular para colegas blues como Willie Dixon. Dixon viu Lucky Peterson, de cinco anos, se apresentar no clube e, nas palavras de Peterson, "me colocou sob suas asas". Meses depois, Peterson se apresentou no The Tonight Show, The Ed Sullivan Show e What's My Line?. Milhões de pessoas assistiram Peterson cantar "1-2-3-4", uma versão cover de "Please, Please, Please", de James Brown. Na época, Peterson disse que "seu pai escreveu". Nessa época, ele gravou seu primeiro álbum, Our Future: 5 Year Lucky Peterson, da Today / Perception Records e apareceu no programa de televisão público Soul!.
Quando adolescente, Peterson estudou na Buffalo Academy de Artes Visuais e Cênicas, onde tocou trompa francesa com a sinfonia da escola. Logo, ele tocava guitarra e teclados para Etta James, Bobby "Blue" Bland e Little Milton.
Os anos 90 foram um período prolífico para Peterson. Dois álbuns solo de Bob Greenlee, produzidos pela Alligator Records de Chicago ( Lucky Strikes!, De 1989, e Triple Play do ano seguinte) continuam sendo suas melhores ofertas gravadas. Em seguida, ele lançou mais quatro para a gravadora Verve, ( I'm Ready, Beyond Cool, Lifetime e Move ). Enquanto esteve na Verve, Peterson colaborou com Mavis Staples em uma homenagem à cantora gospel Mahalia Jackson, chamada Spirituals & Gospel . Peterson tocou órgão eletrônico por trás do canto de Staples.
Mais álbuns de Peterson vieram depois de 2000. Ele gravou dois para o Blue Thumb (Lucky Peterson e Double Dealin' ) e um para o Disques Dreyfus, intitulado Black Midnight Sun. Em 2007, ele lançou Tête à Tête na JSP Records.
Em 2013, o DVD Blackbird Music / 55 Arts Club do Live At The 55 Arts Club Berlin foi indicado ao prêmio Blues Music Award.

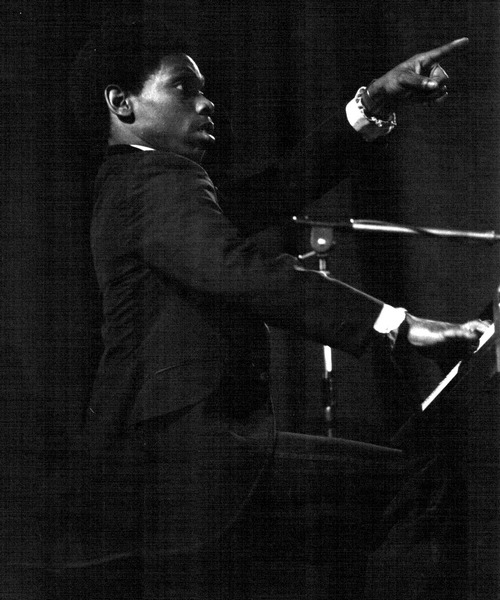
Lucky Peterson em 1984.

## Vida pessoal
Peterson morava em Dallas, Texas, e mantinha uma programação rigorosa de turnês, apresentando-se em todo o mundo. Ele teve quatro filhos. Ele morreu em 17 de maio de 2020, em Dallas, aos 55 anos.

## Morte
Peterson morreu repentinamente em decorrência de um AVC, em 17 de maio de 2020, em um hospital de Dallas.

## Discografia
- 1969: Our Future: 5 Year Old Lucky Peterson - Hoje TLP-1002
- 1972: The Father, The Son, The Blues (com James Peterson) - Hoje TLP-1011
- 1984: Ridin ' - Evidence 26033; originalmente emitido em Isabel 900.519 [LP] e IS-919.2 [CD].
- 1989: Lucky Strikes! - Jacaré 4770
- 1991: Triple Play - Jacaré 4789
- 1993: I'm Ready - Verve 517513
- 1994: Beyond Cool - Verve 521147
- 1996: Lifetime - Verve 531202
- 1996: Spirituals & Gospel: Dedicated to Mahalia Jackson (com Mavis Staples) - Verve 533562
- 1998: Movimento - Verve 537897
- 1999: Lucky Peterson - Thumb / Verve azul 547433
- 2001: Double Dealin ' - Thumb / Verve azul 549475
- 2003: Black Midnight Sun - Dreyfus 36643
- 2004: If You Can't Fix It (com James Peterson) - JSP 8816
- 2006: Lay My Demons Down (com Tommy McCoy) - Blues Boulevard 250232; originalmente emitido no pântano verde.
- 2007: Tête à Tête (com Andy Aledort, Larry McCray) - JSP 8805
- 2009: Organ Soul Sessions - Emarcy / Universal (França) 5313798 [conjunto de 3 CDs]; também disponível individualmente como Brother Where Are You? (5313801), Mercy (5313800) e The Music is the Magic (5313799).
- 2009: Darling Forever (com Tamara Peterson) - JSP 8814
- 2010: Heart of Pain - JSP 8824
- 2010: You Can Always Turn Around  - Dreyfus 36967
- 2011: Every Second a Fool is Born - JSP 8831
- 2012: Live at the 55 Arts Club Berlin (com Tamara Peterson) - Blackbird Music 201209 [2CD]
- 2013: Whatever You Say (com Tamara Peterson) - JSP 8848
- 2014: I'm Back Again – Blues Boulevard 250357 (uma compilação em disco do conjunto do 55 Arts Club )
- 2014: The Son of a Bluesman - Jazz Village 570035
- 2014: Travelin' Man - JSP 8854
- 2015: July 28, 2014: Live in Marciac - Jazz Village 570076
- 2016: Long Nights - JSP 3001
- 2017: What Have I Done Wrong: The Best of the JSP Studio Sessions – JSP 3009 (compilação)
- 2017: Tribute to Jimmy Smith - Jazz Village 570135
- 2019: 50 - Just Warming Up! - Jazz Village

Com Carey Bell
- Deep Down (Alligator, 1995)